# Недосегаемите (филм, 2011)
Вижте пояснителната страница за други значения на Недосегаемите.
„Недосегаемите“ (на френски: Intouchables) е френски трагикомичен филм от 2011 г. на режисьорите Оливие Накаш и Ерик Толедано, които също така са и негови сценаристи.
В центъра на сюжета, вдъхновен от действителен случай, са отношенията между богат възрастен мъж, който е парализиран, и нает да се грижи за него дребен престъпник от имигрантски квартал. Главните роли се изпълняват от Франсоа Клюзе и Омар Си.
„Недосегаемите“ има голям търговски успех, печели награда „Сезар“ за главна мъжка роля и е номиниран в 8 други категории, както и за „Златен глобус“ и награда на БАФТА за чуждоезичен филм и за Европейска филмова награда за най-добър филм.
Сюжетът му е вдъхновен от истинската история на Филип Позо ди Борго и френско-алжирския му болногледач Абдел Селу, заснета в документалния филм À la vie, à la mort.

## Актьорски състав
- Франсоа Клюзе – Филип
- Омар Си – Бакари „Дрис“ Басари
- Одри Фльоро – Магали
- Ан Льо Ни – Ивон
- Клотилд Моле – Марсел
- Алба Гая Белуджи – Елиза
- Сирил Менди – Адама